# 海神犬牙石首魚
海神犬牙石首魚為輻鰭魚綱鱸形目鱸亞目石首魚科犬牙石首鱼属的其中一種，分布於中東太平洋區，從哥斯大黎加至巴拿馬海域，體長可達110公分，棲息在沿海，可做為食用魚。